# Слідча таємниця
Слідчу таємницю становить інформація яка стала відома оперативним працівникам, слідчим, посадовим особам, службовому персоналу та обслуговчому персоналу органів прокуратури, МВС, СБУ при здійсненні ними своїх професійних обов'язків та розголошення якої може завдати шкоди оперативним заходам, розслідуванню, дізнанню чи створити загрозу життю людини.